# ルールすべてを無視しなさい
ルールすべてを無視しなさい（ルールすべてをむししなさい、英語: Ignore all rules、IAR）は、英語版ウィキペディアでの方針の一つである。要するに「もしもルールがウィキペディアの維持や向上を妨げるのであれば、無視せよ」というものである。このルールは、書式に過度にこだわることなく、編集者に情報の追加をしてもらうことを奨励するために、ウィキペディアの共同設立者であるラリー・サンガーによって提唱されたものではあるが、サンガー自身はこのルールによるコミュニティへの影響を批判している。
この方針は、英語版ウィキペディアの他のページ、例えば私論「「ルールすべてを無視しなさい」が意味するもの」などで展開されている。この方針に基づいて、ウィキペディアンはルールシステム全体を否定せずに、場合によってはサイトのルールに違反することができるようになった。2012年の調査では、英語版ウィキペディアの記事削除を決定する「削除依頼」の議論で、正当性の根拠として「ルールすべてを無視しなさい」を用いたコメントはより重視されることが判明した。ウィキペディアの批評家は、このルールが実際には乱用されていると主張したり、もっと頻繁に使用されるべきである、などと多種多様な意見を述べている。

## 歴史
2001年1月15日、利用者の合意でルールが決定することを意図して、ほとんど方針を持たずにウィキペディアは発足した。「ルールすべてを無視しなさい」は、ウィキペディアの共同設立者であるラリー・サンガーが「rules to consider page」のページで提案し、ウィキペディアにおける最初の公式ガイドラインの一つとなった。サンガーは後に、「人々は、寄稿を始める前から書式を正しくしたり、方針の細部までを把握したりすることを憂慮するべきではない」ことを伝えることを意図しての発言であったとしている。この規則を「一時的で、且つ、ユーモアのある禁止事項」として考えたが、後のプロジェクトであるCitizendiumにおいて、「他の人々が真剣に受け止めている」ことを受けて、この規則を拒否している。

元々のルールの原型は
If rules make you nervous and depressed, and not desirous of participation in the Wiki, then ignore them and go about your business. 

（意訳: もしもルールがあなたを不安にさせたり、気持ちを沈ませたりしたりして、Wikiへの参加を希望しなくなるのであれば、それらを無視して、あなたの仕事に取り組みなさい。）
というものであった。現在では、
If a rule prevents you from improving or maintaining Wikipedia, ignore it. 

（意訳: もしもあなたがウィキペディアの維持や向上に努めるにあたってルールが邪魔するのであれば、それらは無視しなさい）
となった。
サンガーは「ルールすべてを無視しなさい」の提案について、自らが正式な肩書きや強制力のある権限を拒否したのと同様の趣旨に出た「皮肉」であるとの見解を示している。Open Sources 2.0の中で、サンガーはこれらの事象について「完全に（サンガー側の）ミス」であり、ルールの施行を妨げていると述べている。サンガーは、「ルールすべてを無視しなさい」や初期の決定などが「プロジェクトを軌道に乗せるのに役に立った」と信じてはいるものの、ウィキペディアのコミュニティにとって「創設コミュニティ憲章」のようなものがあれば、コミュニティ内の問題を解決するのに役立っただろうと考えている。

## 意味

ウィキペディアの私論『「ルールすべてを無視しなさい」が意味するもの』に掲載されている、ウィキペディアの方針の使用方法に関するフローチャート

「ルールすべてを無視しなさい」は、ルールの適用で不利益を被る可能性がある場合に、ケースバイケースではあるものの、ルール違反を許容する考え方のことである。「ルールすべてを無視しなさい」は編集者に権限を与える一方で、サイトの規則を保護し、ウィキペディアの官僚制的な構造を補強している。この方針をウィキペディアのルールに含むことは、「ルール違反が期待される行動となる」ため、論理的な不可能性やパラドックスを含んでいる。これは、床屋のパラドックスの一種である。
英語版ウィキペディアの私論「『ルールすべてを無視しなさい』が意味するもの」は、「ルールすべてを無視しなさい」の範囲に関して明示している。曰く、この方針は如何なる行動や、利用者が自身の編集に責任を持つことを妨げるものを正当化するものではない。しかし、その方針は人々が個人的な判断をすることを奨励し、初心者が全ての方針やガイドラインを完全に意識せずに投稿することを可能にしている。
構想当初、「ルールすべてを無視しなさい」は「初期の執筆貢献者が、既存のルールが意味をなさないような状態にしばしば直面していることを認めたもの」であったと言われている。しかし、プロジェクト自体の発展に伴い、あまり意味を持たなくなったため、2015年までに「既存のルールが適用されないような状況を見つけることが非常に困難になった」とされている。
この方針は、サイト自体の「基本原則」をまとめた「五本の柱」の5つ目の原則である「上の4つの原則の他には、ウィキペディアには、確固としたルールはありません」と密接に関連している。また、英語版ウィキペディアの編集者は「項目の編集や移動は大胆に行うべきだ」というガイドラインにも関連している。これは、サンガーが「似たような精神」で提案したアイディアである。
2008年の記事によれば、この方針は「たった16語しかないのにもかかわらず、その意味を説明するページは500語以上あり、読者は他に7つの文書を参照して、8000語以上の議論を生み出し、1年足らずで100回以上変更された」とされている。英語版ウィキペディアの多くの方針での語数の増加によって「ルールすべてを無視しなさい」の語数は減少したものの、それを説明した補足ページを含めると、規則の構想以来、3600%の増加になっているとされている。

## 実際の言及例
2012年にAmerican Behavioral Scientistが、英語版ウィキペディアの削除プロセスである「削除依頼」（AfD）を分析した研究がある。ウィキペディアの編集者が「ルールすべてを無視しなさい」を引用して存続票を投じた場合にはページは存続される可能性が高く、編集者が「ルールすべてを無視しなさい」を引用して削除票を投じた際には削除される可能性が高くなることがわかった。また、AfDが「ルールすべてを無視しなさい」と「独立記事作成の目安」の両方に言及する存続票をコメントに含んでいた場合には、記事が維持される可能性が高いこともわかった。これは、削除票には当てはまらず、管理者が「ルールすべてを無視しなさい」に言及して削除を支持した場合には、記事自体は存続される可能性が高かった。この研究は、方針が「個人の効力を強化して、官僚制の効力を下げる」ことによって作用するとして結論づけている。
ジョゼフ・M・リーグル・ジュニアの2010年の著書『Good Faith Collaboration』では、「ルールすべてを無視しなさい」は「賢い」とされ、メリットの本質を持っているものの、私論「『ルールすべてを無視しなさい』が意味するもの」に見られるような「資格を要することに違いない」としている。McGradyは、ウィキペディアの「Gaming the system」のガイドラインは「ルールすべてを無視しなさい」よりもウィキペディアの精神を伝えるのに適していると提案している。このガイドラインは、利用者がウィキペディアの方針を意図的に誤解することで、ウィキペディアの意図を損ねることを禁止しており、その行為を「ゲーミング」と呼んでいる。McGradyは、「ルールすべてを無視しなさい」は「あまりにも抽象的で、あまりにも頻繁に誤解を受けたり、誤用されたりしているため、それ自体が『ゲーミング』の対象になる」と批判している。
2015年の著書『Wikipedia and the Politics of Openness』で、 Nathaniel Tkaczは、方針であるにもかかわらず、「投稿者が自分の貢献を受け入れてもらいたいのであれば、ウィキペディアのルールを無視することは効果的な戦略ではない」としている。Tkaczは、「ウィキペディアは確固たるルールがある」とした一方で、しかし、それらは「いつも固定されているものではない」としている。
ウィキペディアの官僚主義を批判して、ダリウシュ・ジェミエルニアクはこの方針は「実際には既に倒されている」と話し、このルールをいつ使用するべきかを説明する私論などが多数サイトに掲載されていることを指摘している。ジェミエルニアクは、この方針を「積極的に利用し、それについて教育する」ための「官僚主義を打破するための部隊」を設立することを提言している。『Slate (雑誌)』のDavid Auerbachは、「ルールすべてを無視しなさい」は、ウィキペディア編集者が「議論に勝利する」ために偽善的に使っているものだと記している。

### 一次資料
1. ↑  “Wikipedia:Policies and guidelines” (英語), Wikipedia 2022年2月26日閲覧。
2. 1 2  Wikipedia editors. “Wikipedia:Ignore all rules”. Wikipedia.  Wikimedia Foundation. 2022年2月26日閲覧。
3. ↑  “Wikipedia:What "Ignore all rules" means” (英語), Wikipedia 2019年10月24日閲覧。
4. ↑  “Wikipedia:Articles for deletion” (英語), Wikipedia 2022年2月26日閲覧。
5. ↑  “Wikipedia:Ignore all rules” (英語), Wikipedia, (2002-04-17)
6. ↑  “Wikipedia:What "Ignore all rules" means”. Wikipedia.  Wikimedia Foundation (2018年7月21日). 2018年8月15日閲覧。
7. ↑  “Wikipedia:Five pillars”. Wikipedia.  Wikimedia Foundation (2018年7月31日). 2018年8月11日閲覧。
8. ↑  “Wikipedia:Be bold” (英語), Wikipedia 2022年2月26日閲覧。
9. ↑  “Wikipedia:Articles for deletion” (英語), Wikipedia 2022年2月26日閲覧。
10. ↑  “Wikipedia:Notability” (英語), Wikipedia 2022年2月26日閲覧。
11. ↑  “Wikipedia:Gaming the system”. Wikipedia.  Wikimedia Foundation (2018年7月24日). 2018年8月15日閲覧。